# Vivian Blaine
Vivian Blaine (Newark; 21 de noviembre de 1921 – 9 de diciembre de 1995) fue una actriz y cantante de nacionalidad estadounidense, conocida sobre todo por su papel de Miss Adelaide en el musical Guys and Dolls, así como por actuar también en la posterior adaptación al cine de la obra, actuando junto a Marlon Brando, Jean Simmons y Frank Sinatra.

## Biografía

### Carrera
Su verdadero nombre era Vivían Stapleton, nació en Newark, Nueva Jersey. Ella ya actuaba en teatros locales en el año 1934, y cantó con bandas de baile ambulantes a partir de 1937. En 1942, su agente y futuro marido, Manny Franks, le firmó un contrato con Twentieth Century-Fox, por lo que se mudó a Hollywood. Allí compartió créditos con Stan Laurel y Oliver Hardy en Jitterbugs (1943), y actuó en Greenwich Village, Something for the Boys (dos filmes de 1944 con Carmen Miranda), Nob Hill (1945) y State Fair (1945), entre otras películas.
Tras sus años en la Fox, Blaine volvió al teatro, debutando en el circuito de Broadway en el musical de Frank Loesser Guys and Dolls en 1950. Tras 1200 representaciones en las que trabajó junto a Sam Levene y Robert Alda, ella retomó su papel en los Teatros del West End, en Londres, en 1953, y después en la adaptación al cine rodada en 1955 con Frank Sinatra y Marlon Brando. Blaine también actuó en otras obras representadas en Broadway, como fue el caso de A Hatful of Rain, Say, Darling, Enter Laughing, Company y Zorba, participando además en la gira de musicales como Gypsy. 
Cuando cumplió los 50 años de edad, despegó su carrera televisiva, siendo actriz invitada en shows como La isla de la fantasía, Murder, She Wrote y The Love Boat. También tuvo un papel recurrente en el serial televisivo Mary Hartman, Mary Hartman. En la ceremonia de los Premios Tony de 1971, ella actuó como artista invitada, y cantó "Adelaide's Lament", del musical Guys and Dolls.
En sus últimos años, Blaine tuvo como agente a Rob Cipriano y L'Etoile Talent Agencies, en Nueva York. Cipriano facilitó, en los primeros años 1980, proyectos para la actriz, entre ellos Puppy Love, una sitcom televisiva con Jake LaMotta y Pat Cooper. 

### Vida personal
El primer matrimonio de Blaine, con Franks, duró de 1945 a 1956. En 1959 se casó con Milton Rackmil, presidente de Universal Studios y Decca Records, grabando varios álbumes antes de divorciarse en 1961. Blaine se casó una tercera vez, en 1973, con Stuart Clark. 
Blaine fue la primera celebridad en hacer, en 1983, anuncios de servicio público con las prácticas relacionadas con el VIH/sida. Hizo numerosas actuaciones en apoyo del entonces recién nacido AIDS-Project Los Angeles (APLA), y en 1983 grabó su número de cabaret para AEI Records, donando los derechos de autor al nuevo grupo; se incluían las últimas grabaciones de sus canciones en Guys and Dolls. 
Vivían Blaine falleció a causa de una insuficiencia cardíaca en 1995 en Manhattan, Nueva York. Tenía 74 años de edad. Fue enterrada en el Cementerio Kensico, en Valhalla (Nueva York).

## Filmografía

### Cine (íntegra)
- 1942 : It Happened in Flatbush, de Ray McCarey
- 1942 : Thru Different Eyes, de Thomas Z. Loring
- 1942 : Girl Trouble, de Harold D. Schuster
- 1943 : Jitterbugs, de Malcolm St. Clair
- 1943 : He Hired the Boss, de Thomas Z. Loring
- 1944 : Something for the Boys, de Lewis Seiler
- 1944 : Greenwich Village, de Walter Lang
- 1945 : Nob Hill, de Henry Hathaway
- 1945 : Cara de muñeca, de Lewis Seiler
- 1945 : State Fair, de Walter Lang
- 1946 : If I'm Lucky, de Lewis Seiler
- 1946 : Three Little Girls in Blue, de H. Bruce Humberstone
- 1952 : Skirts Ahoy!, de Sidney Lanfield
- 1955 : Guys and Dolls, de Joseph L. Mankiewicz
- 1957 : Public Pigeon No. 1, de Norman Z. McLeod
- 1972 : Richard, de Harry Hurwitz y Lorees Yerby
- 1979 : The Dark, de John Cardos
- 1982 : Parasite, de Charles Band
- 1983 : I'm Going to Be Famous, de Paul Leder

### Televisión
Series (selección)
- 1963 : Ruta 66
  - Temporada 3, episodio 15 A Bunch of Lonely Pagliaccis, de Tom Gries
- 1978 : La isla de la fantasía
  - Temporada 2, episodio 2 The Big Dipper / The Pirate, de Earl Bellamy
- 1978 : The Love Boat
  - Temporada 2, episodio 10 Man on the Cloud / Her Own Two Feet / Tony's Family, de Richard Kinon
- 1979 : Vega$
  - Temporada 1, episodio 18 Everything I Touch, de Paul Stanley
- 1985 : Murder, She Wrote)
  - Temporada 1, episodio 12 Broadway Malady, de Hy Averback

Telefilmes (íntegra)
- 1955 : Dream Girl]], de George Schaefer
- 1978 : Katie : Portrait of a Centerfold, de Robert Greenwald
- 1979 : The Cracker Factory, de Burt Brinckerhoff
- 1979 : Fast Friends, de Steven Hilliard Stern
- 1979 : Sooner or Later, de Bruce Hart

## Teatro en Broadway (íntegro)
- 1950-1953 : Guys and Dolls, de Frank Loesser, Abe Burrows y Jo Swerling, escenografía de George S. Kaufman, con Robert Alda, Sam Levene y Stubby Kaye
- 1956 : A Hatful of Rain, de Michael V. Gazzo, con Steve McQueen (sustituto de Ben Gazzara), Harry Guardino (sustituto de Anthony Franciosa), Henry Silva y Vivían Blaine como sustituta de Shelley Winters)
- 1958-1959 : Say, Darling, de Jule Styne, Betty Comden, Adolph Green, Abe Burrows, Marian Bissell y Richard Bissell, con David Wayne, Jerome Cowan y Elliott Gould
- 1963-1964 : Enter Laughing, de Joseph Stein, escenografía de Gene Saks, con Sylvia Sidney (después Mae Questel) y Alan Mowbray
- 1971 : Company, de Stephen Sondheim y George Furth, escenografía de Harold Prince (Vivían Blaine reemplazaba a Elaine Stritch)
- 1984 : Zorba, de John Kander, Fred Ebb y Joseph Stein, escenografía de Michael Cacoyannis, con Anthony Quinn (Vivían Blaine reemplazaba a Lila Kedrova)

## Galería fotográfica

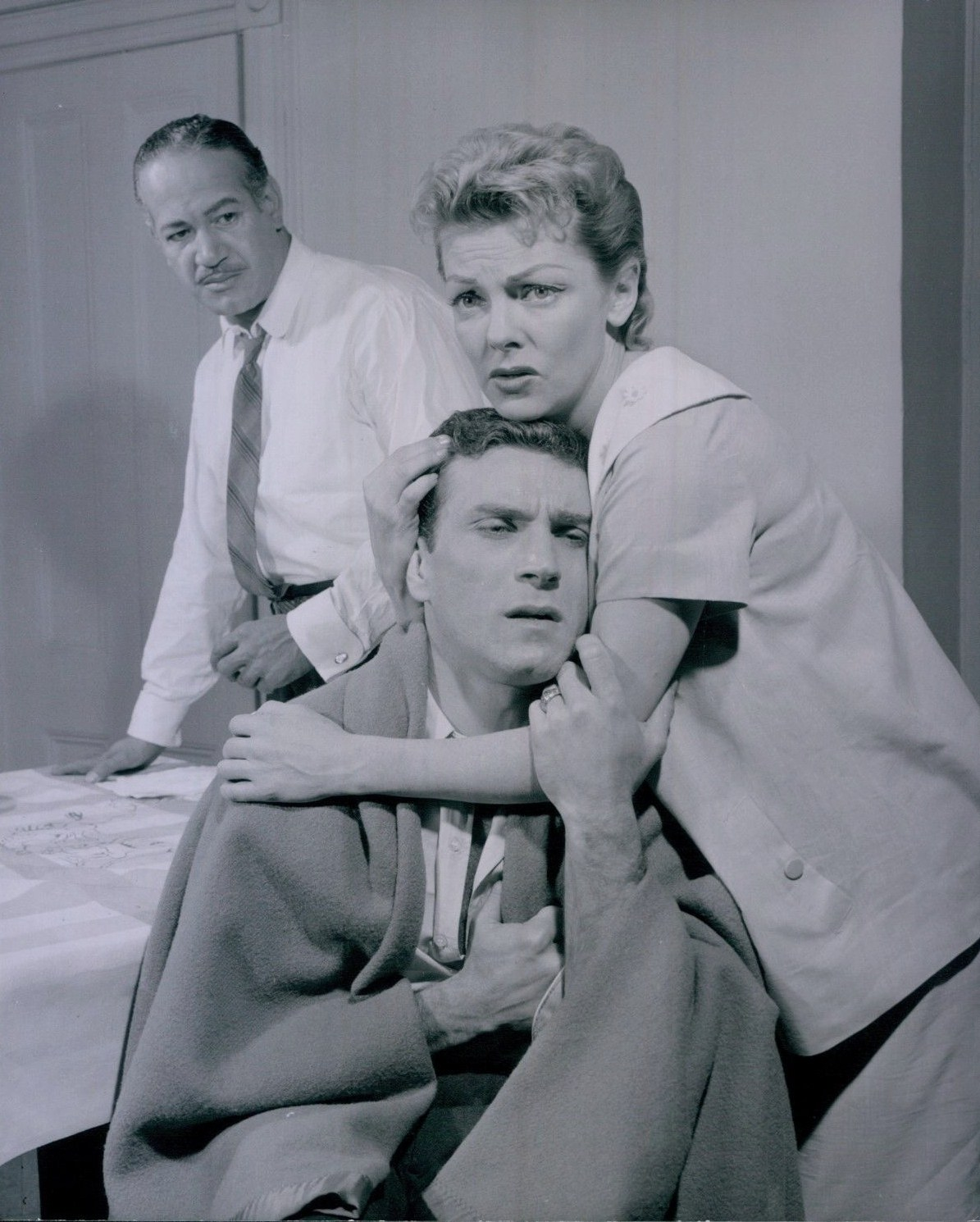
Frank Silvera, Peter Mark Richman y Vivian Blaine en A Hatful of Rain (1956)
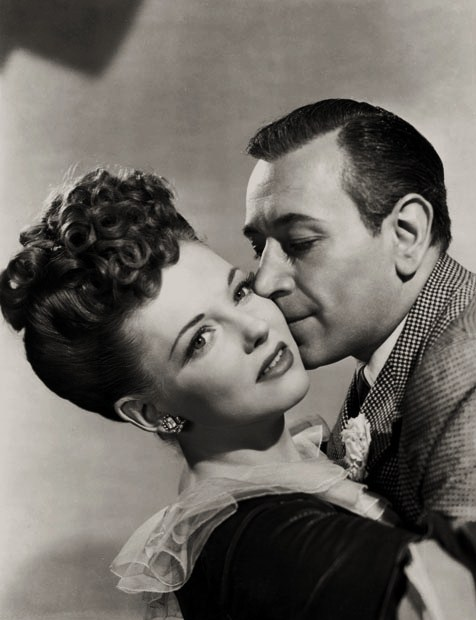
Vivian Blaine y George Raft en Nob Hill (1945)
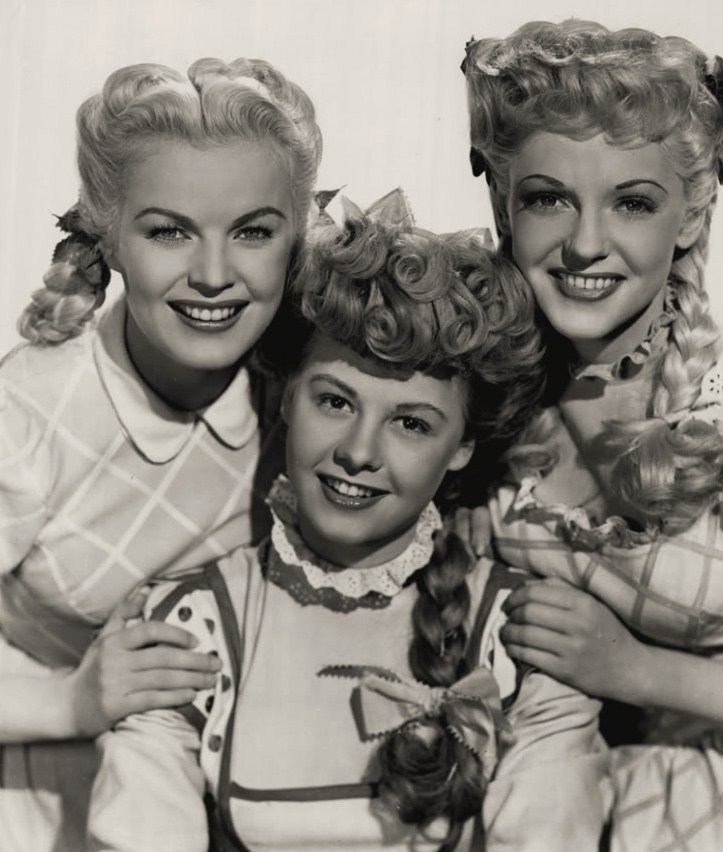
De izq. a der. : June Haver, Vera-Ellen y Vivian Blaine en Three Little Girls in Blue (1946)
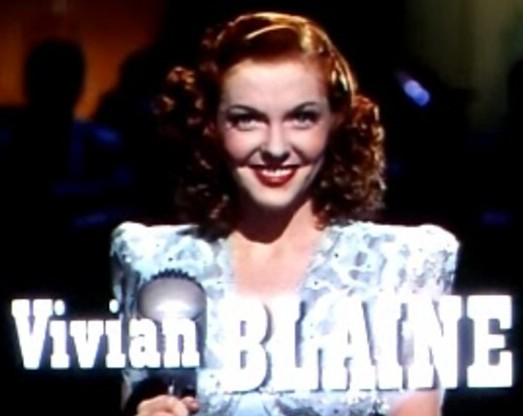
Blaine en State fair (1945)
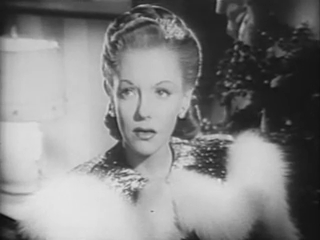
Vivian Blaine en Cara de muñeca (1946)
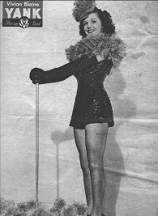
Vivian Blaine en Yank, the Army Weekly (1 de septiembre de 1944)
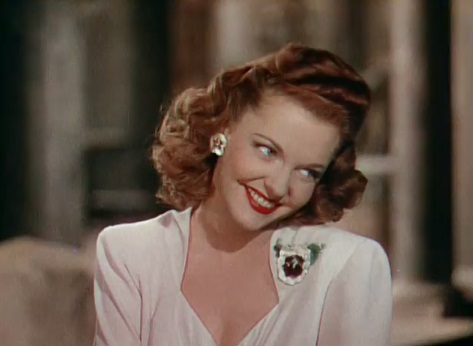
Vivian Blaine en Something for the Boys (1944)